# 로버트 엘리스 (1933년생 배우)

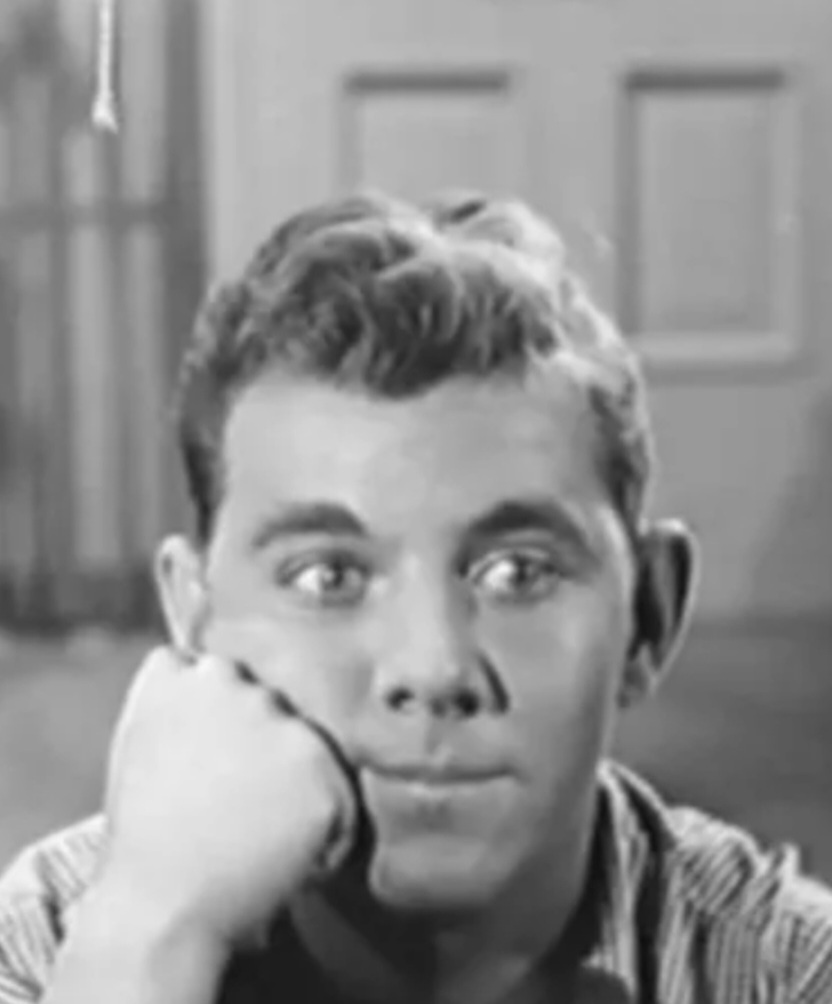

로버트 엘리스(Robert Ellis, 1933년 9월 24일 ~ 1973년 11월 23일)는 1940년대부터 1950년대까지 활동한 미국의 아역 배우이다.

## 영화
- 기젯 (1959년)
- 차와 동정 (1956년)
- 창공에 지다 (1955년)
- 웨스트 포인트 (1955년)
- 장진호 전투 (1952년)
- 키스 포 코리스 (1949년)
- 이지 리빙 (1949년)